# Gyrostemon
Gyrostemon es un género  de arbustos o pequeños árboles de la familia Gyrostemonaceae.  Comprende 30 especies descritas y de estas, solo 13 aceptadas.

## Taxonomía
El género fue descrito por  René Louiche Desfontaines y publicado en Mémoires du Muséum d'Histoire Naturelle 6: 16. 1820. La especie tipo es: Gyrostemon ramulosus Desf.	  

## Especies aceptadas

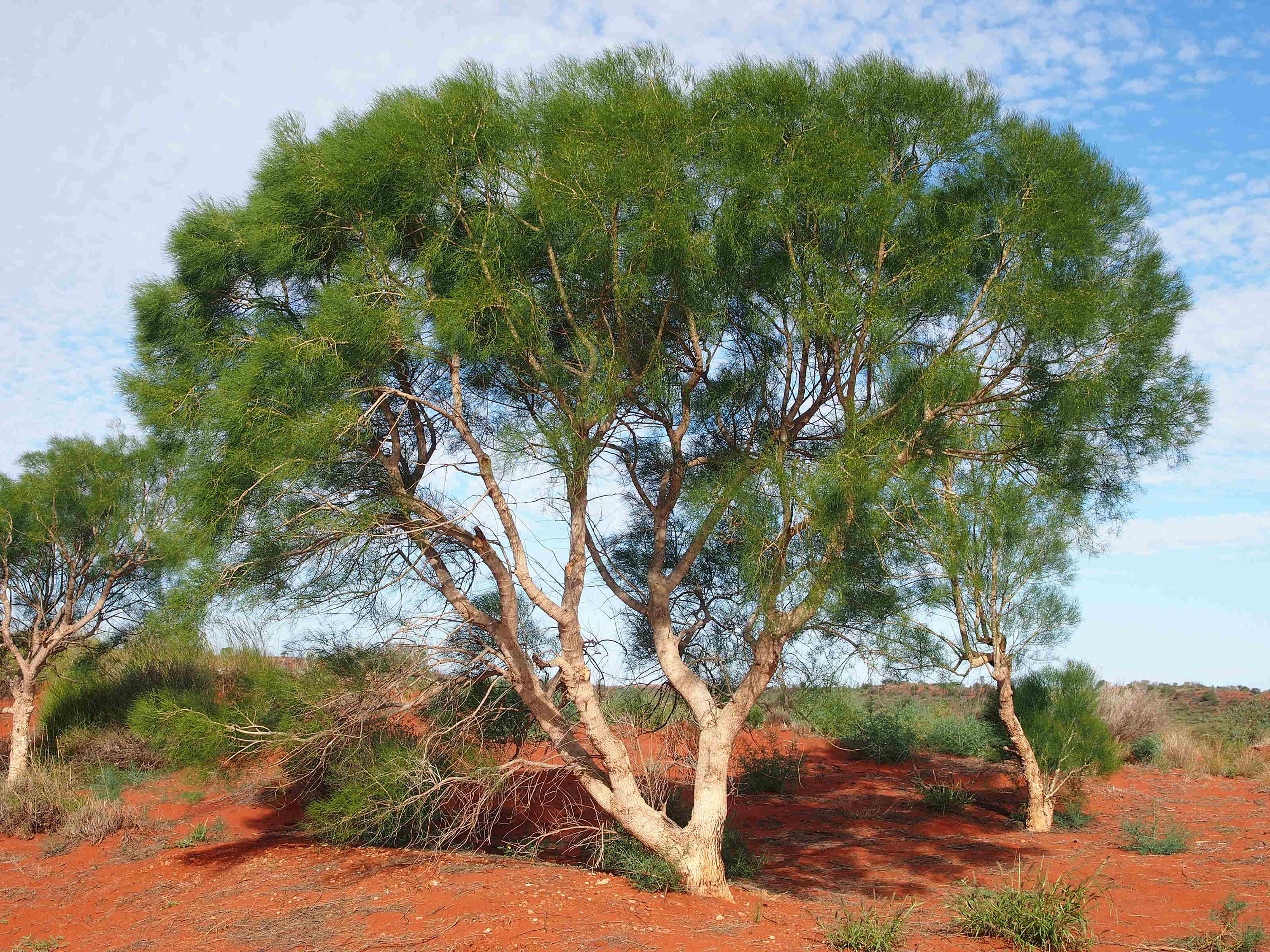
Ejemplar de Gyrostemon ramulosis.

A continuación se brinda un listado de las especies del género Gyrostemon aceptadas hasta mayo de 2014, ordenadas alfabéticamente. Para cada una se indica el nombre binomial seguido del autor, abreviado según las convenciones y usos. 
- Gyrostemon australasicus (Moq.) Heimerl
- Gyrostemon brownii S.Moore
- Gyrostemon ditrigynus A.S.George
- Gyrostemon osmus Halford
- Gyrostemon prostratus A.S.George
- Gyrostemon racemigerus H.Walter
- Gyrostemon ramulosus Desf.
- Gyrostemon reticulatus A.S.George
- Gyrostemon sessilis A.S.George
- Gyrostemon sheathii W.Fitzg.
- Gyrostemon subnudus (Nees) Diels
- Gyrostemon tepperi (F.Muell. ex H.Walter) A.S.George
- Gyrostemon thesioides (Hook.f.) A.S.George